# Canteras de Porriño

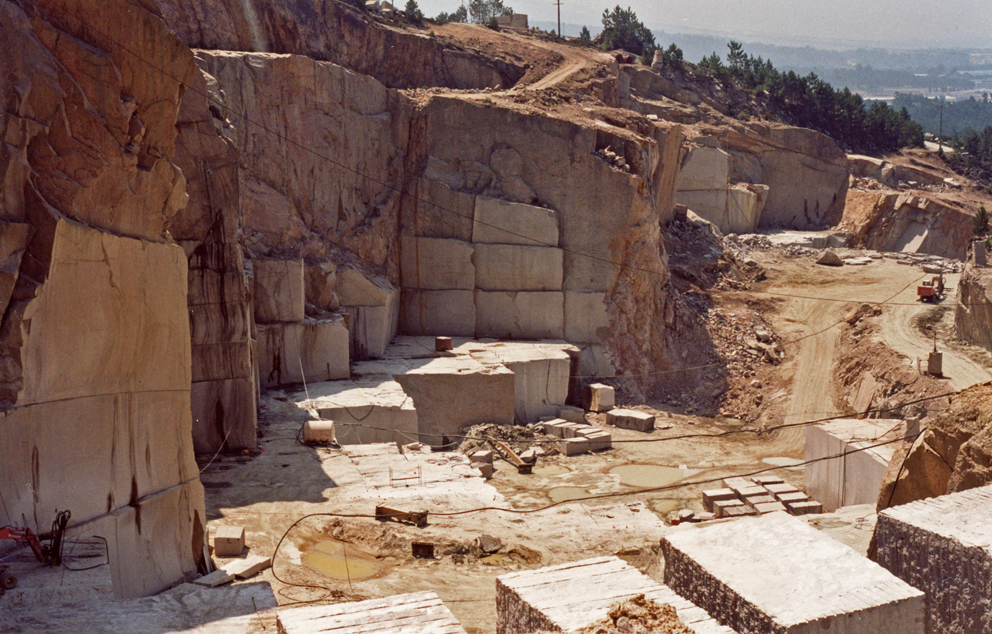
Canteras de granito de Porriño. La explotación se lleva a cabo mediante corte con hilo diamantado y liberación de los bloques con barrenos de pólvora

Las canteras de Porriño están situadas en la parroquia de Atios, en el municipio de Porriño (Pontevedra). Explotan granito ornamental y para construcción de dos tipos comerciales. El más apreciado es el llamado granito rosa Porriño, un granito de grano grueso formado por cuarzo, que representa alrededor de la mitad de los componentes de la roca, microclina, de color rosa bastante intenso y que da nombre al material, de grano más grueso que el cuarzo, y pequeñas cantidades de otros minerales. El material llamado granito rosa Dante es más abundante que el granito rosa Porriño, y tiene textura porfídica. Está formado fundamentalmente por plagioclasa y microclina más minoritaria, con poco cuarzo,  por lo que técnicamente es una granodiorita.

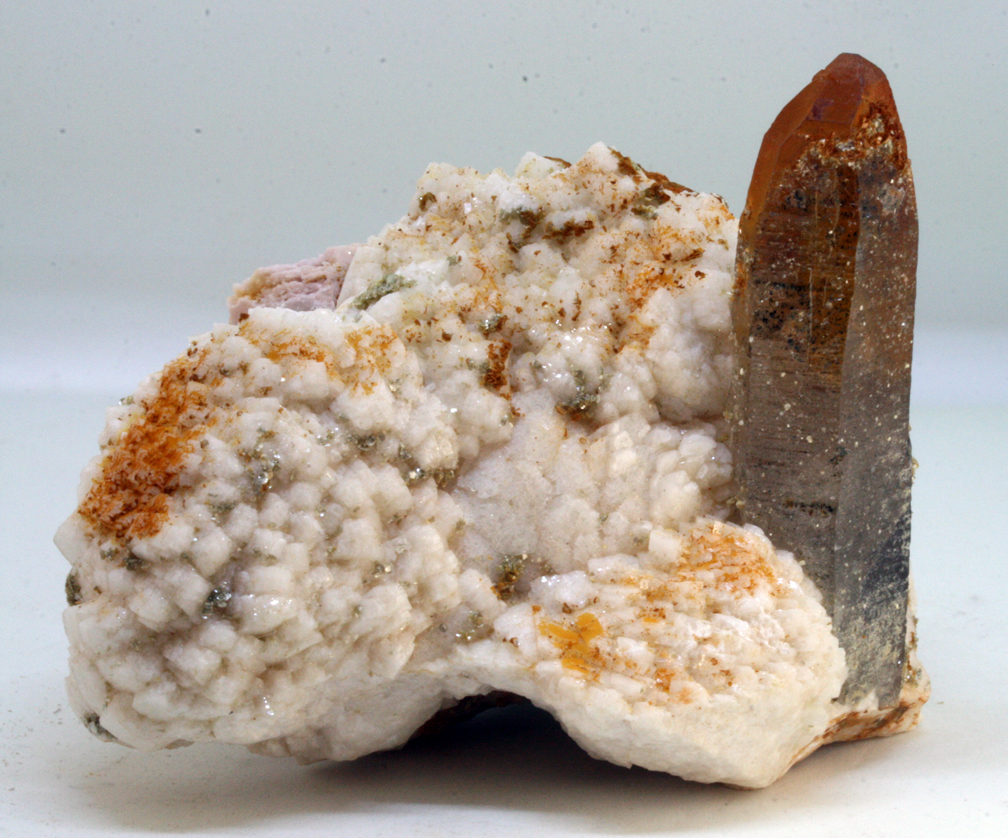
Cristal de cuarzo sobre albita obtenido en una cavidad miarolítica. Canteras de Porriño (Pontevedra)

El granito de Porriño estuvo en explotación a principios del siglo XX, por cuenta del Estado, en la cantera llamada Pedra que Fala, y el material extraído se utilizó para construir el ayuntamiento de  Porriño. Posteriormente se mantuvieron casi inactivas, con extracciones ocasionales para uso local, hasta 1972, año en el que comenzó la extracción a gran escala de bloques para utilizarlos como roca ornamental. La empresa con mayor producción es Levantina de Granitos.
Las canteras de granito de Porriño son conocidas por la presencia en ellas de cavidades miarolíticas diseminadas en la roca, en las que aparecen grandes cristales de cuarzo y de microclina, y tapices de albita y de chamosita. Ocasionalmente se encuentran otros minerales más raros, como molibdenita, bismutinita o minerales que contienen elementos del grupo de las tierras raras, como sinchisita-(Ce) y bastnësita-(Ce).